# 존 스튜어트 벨
존 스튜어트 벨(영어: John Stewart Bell, 1928년 6월 28일 ~ 1990년 10월 1일)은 영국의 물리학자다. 양자역학에서 숨은 변수의 부재를 나타내는 벨 부등식을 증명하였다.

## 생애

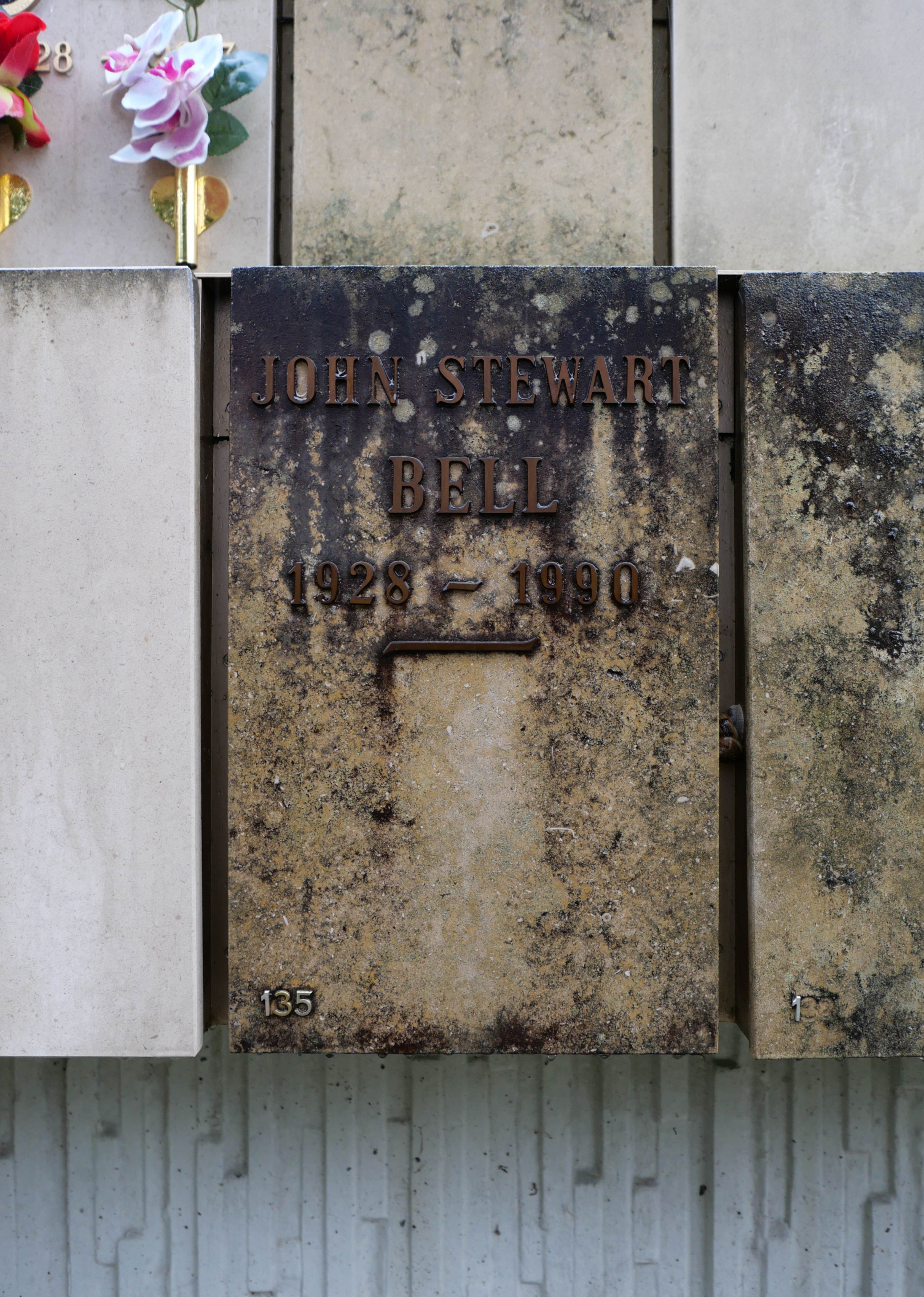
2024년의 유골함 무덤.

1928년 6월 28일 북아일랜드 벨파스트에서 태어났다. 11세 때 과학자가 되기로 결심하였고, 16세에 고등학교를 졸업하였다. 퀸스 대학교 벨파스트에 입학하여 1948년에 실험 물리학 전공으로 학사 학위를 수여받았고, 또한 수리물리학에 대한 학사 학위를 추가로 1949년에 수여받았다. 1954년에 물리학자 메리 로스(영어: Mary Ross)와 결혼하였고, 1956년에 버밍엄 대학교에서 물리학 박사 학위를 받았다.
옥스포드셔 주 하웰(영어: Harwell)에 있는 원자 에너지 연구 시설(Atomic Energy Research Establishment)에서 연구를 시작하였고, 몇 년 뒤 유럽 입자 물리 연구소로 옮겼다.
1964년에 벨 부등식을 발표하였다.
1990년 제네바에서 뇌출혈로 사망하였다. 그의 유해는 화장되었습니다. 그의 유골이 담긴 항아리는 제네바의 생 조르주 묘지(Cimetière de Saint-Georges)의 납골당(Columbarium)에 묻혔습니다.

## 같이 보기
- 국소적 숨은 변수 이론
- 양자 얽힘
- 벨 부등식
- 벨의 우주선 역설

## 참고 문헌
1. ↑  “John Stewart Bell. 28 July 1928 – 1 October 1990”. doi:10.1098/rsbm.1999.0001.
2. ↑  Bell, J. S. (1964). “On the Einstein Podolsky Rosen Paradox”. 《Physics》 (영어) 1 (3): 195–200.
3. ↑  Sullivan, Walter (1990년 10월 10일). “John Stewart Bell Is Dead at 62; Physicist Tested Particle Actions”. New York Times.